# IT Factory
IT Factory var et dansk it-firma der i december 2008 blev genstand for stor medieinteresse, efter at det kom frem, at selskabet var involveret i en spektakulær bedragerisag knyttet til den administrerende direktør Stein Bagger. Bedrageriet var årsag til at selskabet blev erklæret konkurs 1. december 2008.

## Nøglepersoner
Finansmanden Asger Jensby var bestyrelsesformand og Stein Bagger var administrerende direktør, mens den kendte erhvervsadvokat Michael Ziegler var advokat for både IT Factory, Asger Jensby og Stein Bagger.

## Historie
IT Factory genopstod efter en konkurs i 2003 ud af et firma med samme navn, der var stiftet 1997. Asger Jensby blev knyttet til selskabet som investor i december 2001.
Indtil bedragerisagen nød selskabet megen positiv opmærksomhed i it-branchen grundet dets imponerende vækstresultater. IT Factory blev således i 2008 af Computerworld kåret til Danmarks bedste it-virksomhed  på grund af imponerende økonomiske resultater. IT Factory blev også i 2008 kåret til Entrepreneur Of The Year (Årets Entreprenør) af revisionsfirmaet Ernst & Young. Derudover udarbejdede Danske Banks corporate finance-afdeling, Danske Markets,  efter en grundig undersøgelse en værdiansættelsesrapport, hvor IT Factory blev værdiansat til omkring 8 mia. kroner.
Firmaet skulle fra 2009 være sponsor for Bjarne Riis' cykelhold Team CSC-Saxo Bank.
Den positive medieomtale, blåstemplingen fra KPMG og priserne fra bl.a. Ernst & Young gav selskabet en ideel position til den børsnotering som var planlagt, men som finanskrisen og bedrageriets opdagelse satte en stopper for. 
IT Factorys advokat, Michael Ziegler arbejdede ydermere på at gøre IT Factory salgsklar i 2008 med henblik på, at et amerikansk firma, General Atlantic, skulle byde. Salget blev dog aldrig til noget, da bedrageriet i IT Factory kort efter blev opdaget. Der gjordes dog forsøg så sent som i november at købe Asger Jensby ud af selskabet.

## Konkurs
Mandag den 1. december 2008 kom det frem at den administrerende direktør Stein Bagger, torsdagen inden var forsvundet og mentes at have bedraget IT Factory for mindst 500 millioner kroner. På grund af bedrageriet og tabets omfang måtte bestyrelsen i IT Factory den 1. december 2008 indgive egen konkursbegæring til skifteretten, der senere samme dag afsagde konkursdekret over selskabet.
Hvis firmaet var blevet noteret på børsen, havde et kollaps ført til endnu større tab for endnu flere. Som det gik, er Danske Bank med 350 mill. kr. dem, som har lidt det største tab.
Entertaineren Finn Nørbygaard havde en aktiepost i JMI invest  som er hovedejer af IT Factory, som før konkursen havde en værdi på omkring 200 mill. kr. Alle disse penge er nu tabt.

## Retsligt efterspil
Stein Bagger blev fængslet som hovedansvarlig for svindlen, mens selskabets bestyrelsesformand Asger Jensby og dets advokat Michael Ziegler gik fri i den første retssag. Der er derudover rejst en erstatningssag mod Jensby , og kurator for konkursboet, Boris Frederiksen, har Ziegler i søgelyset for ikke at have anmeldt det bedrageri, som han ifølge Frederiksen burde have opdaget i forbindelse med salgsklargørelsen.  
Ifølge EPN havde Michael Ziegler informationer, der kunne have afsløret bedraget, men formåede ikke at stoppe det.

Frederiksen har også lagt sag an mod revisorerne fra KPMG, som han mener, burde have opdaget svindlen i stedet for at lægge navn til regnskabernes bonitet.

Baggers svenske samarbejdspartner Mikael Ljungman er også blevet idømt fængselsstraf for sin medvirken.